# فیرفیلد (آلاباما)
فیرفیلد (به انگلیسی: Fairfield) شهری در شهرستان جفرسون ایالت آلاباما است که مساحت آن ۸٫۹۹ کیلومتر مربع است و در سرشماری سال ۲۰۱۰ میلادی، ۱۱٬۱۱۷ نفر جمعیت داشته و تراکم جمعیتی آن، ۱٬۲۳۶٫۶۰ نفر در هر کیلومتر مربع بوده است.